# Henri Nouwen
Henri Jozef Machiel Nouwen (Nijkerk, 24 gennaio 1932 – Hilversum, 21 settembre 1996) è stato un presbitero, teologo e scrittore olandese di religione cattolica, autore di oltre 40 libri sulla vita spirituale.

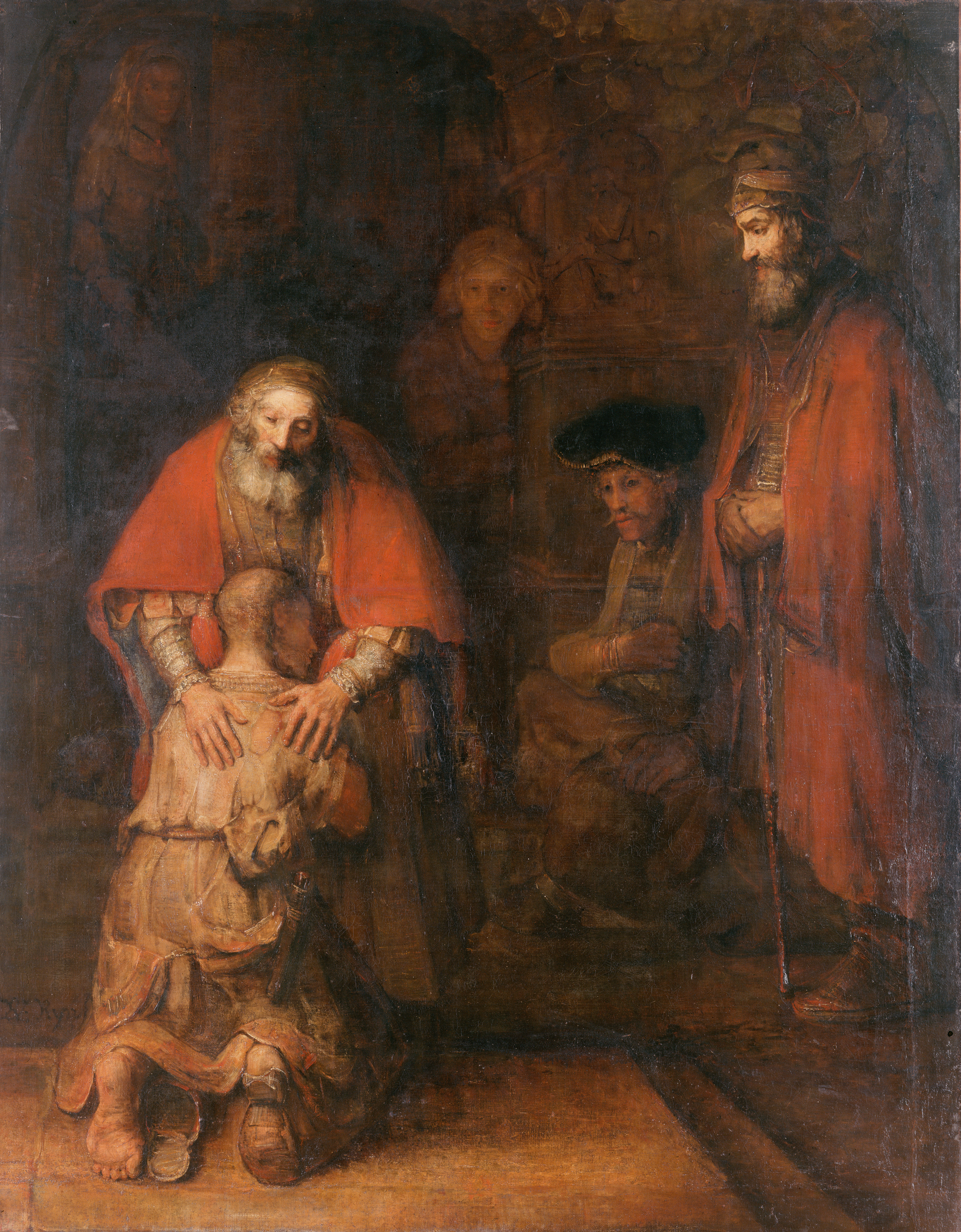
Il Ritorno del figliol prodigo, quadro di Rembrandt da cui Nouwen inizia la sua meditazione nel libro L'abbraccio benedicente

I suoi libri sono ampiamente letti e due titoli molto amati dai lettori sono The Return of the Prodigal Son: A Story of Homecoming (trad. it.: L'abbraccio benedicente. Meditazione sul ritorno del figlio prodigo) e The Wounded Healer (trad. it.: Il guaritore ferito. Il ministero nella società contemporanea). Nouwen ha tenuto conferenze presso le università statunitensi di Notre Dame (Indiana), Harvard, Yale e presso il Seminario Teologico dell'Ontario (Canada), inoltre ha viaggiato in tutta l'America del Nord tenendo ritiri e conferenze.
La sua spiritualità fu influenzata da molti, ma in particolare  dalla sua amicizia con Jean Vanier. Su invito di Vanier, visitò la comunità de L'Arche, in Francia, la prima delle oltre 130 comunità in tutto il mondo, in cui i disabili, con difficoltà di sviluppo, vivono e condividono la propria vita con le persone che si prendono cura di loro. Nel 1986 Nouwen accettò la carica di pastore presso una comunità de L'Arche chiamata Daybreak (alba), nei pressi di Toronto, in Canada. Nouwen ha scritto della sua relazione con Adam, uno dei principali membri a L'Arche Daybreak con profonde difficoltà di sviluppo, in un libro intitolato Adam: God's Beloved (trad. it.: Adam, amato da Dio).
Il risultato di un'indagine condotta nel 2003 dalla rivista Christian Century mostra che il lavoro di Nouwen era di prima qualità per il clero cattolico e protestante.
Una delle sue opere più famose è Inner Voice of Love (trad. it.: La voce dell'amore. Itinerario dalle profondità dell'angoscia ad una nuova fiducia), il suo diario dal dicembre 1987 al giugno 1988, durante uno dei suoi più gravi attacchi di depressione. Milton Wan Wai Yiu, il famoso teologo cristiano di Hong Kong, ha aggiunto in appendice a questo libro le proprie esperienze spirituali scaturite dall'incontro con l'autore. Milton ha definito la sua teologia spirituale come la "più alta e più profonda del Cattolicesimo e del Protestantesimo", e le sue opere sono ben accreditate da molti cristiani, anche quelli di confessione protestante.

## Temi
Nouwen ha lasciato il segno nella spiritualità cristiana trasmettendo la sua comprensione della predilezione di Dio, cioè che noi siamo i figli e le figlie prediletti di Dio. Libri come L'abbraccio benedicente, Adam, amato da Dio, Compassione e Sentirsi amati enfatizzano tutti questo aspetto. Uno dei principali argomenti su cui lavorava riguardava la sua lotta per conciliare la propria depressione e la propria fede cristiana.

## Omosessualità
Fu solo dopo la sua morte che emerse quanto egli stesso non mise alla luce esplicitamente: come conciliare, in questa vita, il suo orientamento sessuale e il suo celibato. Nel libro Il guaritore ferito. Il ministero nella società contemporanea la questione è accennata, ma è soprattutto il suo biografo David Gibson ad aver chiarito questo aspetto nella vita di Nouwen .